# Præstø Fjord
Præstø Fjord er en fjord nord for byen Præstø ved det sydøstlige Sjælland. Den er oprindelig den inderste del af Faxe Bugt, men er nu næsten helt adskilt fra bugten af halvøen Feddet, der er en krumodde, som blev dannet af materialer, havet transporterede fra nedbrydningen af Stevns Klint. Fjorden er ca. ca. 20 km² stor og op til 5 meter dyb. Den har passage til Fakse Bugt mod syd i et cirka 400 m bredt sund, hvori der er gravet en op til 3,3 m  dyb sejlrende ind til Præstø Havn. Nordvest for Præstø ligger herregården Nysø næsten ud til fjorden; Nord for Præstø ligger et par holme, hvoraf den største hedder Storeholm. Vestligst i fjorden ved Even Bro er der udløb fra den langstrakte Even Sø.
Fjorden indgår i Natura 2000-område 168 Havet og kysten mellem Præstø Fjord og Grønsund og er både fuglebeskyttelsesområde, et EF-habitatområde og Ramsarområde. I 2009 vedtog man at igangsætte projekt Naturrum omkring Præstø Fjord, som et af tre eksempelprojekter om Naturrum, der er et nyt koncept for naturformidling i Danmark.
Ved den sydlige udmunding af fjorden ligger det fredede område Præstø Fjord Syd.

## Stenalder
I den sene del af den ældre stenalder, havde Præstø Fjord rigeligt med føde. Skoven bag ved fjorden var fyldt med dyr i form af specielt rådyr og vildsvin, og i fjorden havde man et godt fiskeri.
Der kendes derfor talrige bopladser fra ertebøllekulturen langs fjorden. En del af bopladserne ligger under vand eller findes i strandkanterne. Vandstanden ændrer sig meget i løbet af jægerstenalderen, men giver i dag et udmærket billede på, hvordan vandstanden så ud for ca. 6.000 år siden.
Foruden flinteredskaber er der også fundet bengenstande. En velbevaret harpun viser, at man også jagede sæler.

## Eksterne kilder og henvisninger
1. ↑  Den Store Danske
2. ↑  168 Havet og kysten mellem Præstø Fjord og Grønsundet (Webside ikke længere tilgængelig)
3. ↑  Naturrum Præstø Fjord (Webside ikke længere tilgængelig)
4. ↑  Præstø Fjord Syd på fredninger.dk

55°09′07″N 12°03′21″Ø / 55.1519°N 12.0557°Ø